# Torneo Rio-San Paolo 2002
Il Torneo Rio-San Paolo 2002 (ufficialmente in portoghese Torneio Rio-São Paulo 2002) è stato la 25ª e ultima edizione del Torneo Rio-San Paolo.

## Formula
Primo turno: le 16 squadre partecipanti giocano tra di loro partite di sola andata. Accedono alla fase ad eliminazione diretta le prime 4 classificate, mentre le prime 6 classificate guadagno il diritto di partecipare alla Copa dos Campeões 2002. In caso di arrivo a pari punti tra due o più squadre, per determinarne l'ordine in classifica sono utilizzati, nell'ordine, i seguenti criteri:
1. Maggior numero di vittorie;
2. Miglior differenza reti;
3. Maggior numero di gol segnati;
4. Minor numero di espulsioni;
5. Minor numero di ammonizioni;
6. Confronto diretto (solo nel caso di arrivo a pari punti di due squadre).

Fase finale: semifinali e finale, ad eliminazione diretta, si disputano con gare di andata e ritorno. In caso di pareggio per determinare la squadra qualificata al turno successivo si utilizzano i criteri 4 e 5 usati nel primo turno (conteggiando solo i cartellini ricevuti nella fase finale) e poi, nel caso di perdurare della situazione di parità, il miglior piazzamento in classifica nel primo turno.

## Partecipanti
Al torneo partecipanoo 7 rappresentanti per lo stato di Rio de Janeiro e 9 per lo stato di San Paolo.
| Squadra       | Città                 | Stato          |
| ------------- | --------------------- | -------------- |
| America-RJ    | Rio de Janeiro        | Rio de Janeiro |
| Americano     | Campos dos Goytacazes | Rio de Janeiro |
| Bangu         | Rio de Janeiro        | Rio de Janeiro |
| Botafogo      | Rio de Janeiro        | Rio de Janeiro |
| Corinthians   | San Paolo             | San Paolo      |
| Etti Jundiaí  | Jundiaí               | San Paolo      |
| Flamengo      | Rio de Janeiro        | Rio de Janeiro |
| Fluminense    | Rio de Janeiro        | Rio de Janeiro |
| Guarani       | Campinas              | San Paolo      |
| Palmeiras     | San Paolo             | San Paolo      |
| Ponte Preta   | Campinas              | San Paolo      |
| Portuguesa    | San Paolo             | San Paolo      |
| San Paolo     | San Paolo             | San Paolo      |
| Santos        | Santos                | San Paolo      |
| São Caetano   | São Caetano do Sul    | San Paolo      |
| Vasco da Gama | Rio de Janeiro        | Rio de Janeiro |

## Primo turno

### Risultati
| 1ª giornata          | 1ª giornata          | 1ª giornata          | 1ª giornata          | 1ª giornata          |
| 19 e 20 gennaio 2002 | 19 e 20 gennaio 2002 | 19 e 20 gennaio 2002 | 19 e 20 gennaio 2002 | 19 e 20 gennaio 2002 |
| -------------------- | -------------------- | -------------------- | -------------------- | -------------------- |
| 19 gen.              | Etti Jundiaí         | -                    | San Paolo            | 3-3                  |
| 20 gen.              | Americano            | -                    | Botafogo             | 2-5                  |
| 20 gen.              | Fluminense           | -                    | Corinthians          | 1-1                  |
| 20 gen.              | Guarani              | -                    | Bangu                | 1-0                  |
| 20 gen.              | Santos               | -                    | América-RJ           | 3-0                  |
| 20 gen.              | Palmeiras            | -                    | Flamengo             | 3-2                  |
| 20 gen.              | Portuguesa           | -                    | São Caetano          | 2-0                  |
| 20 gen.              | Vasco da Gama        | -                    | Ponte Preta          | 3-3                  |

| 2ª giornata          | 2ª giornata          | 2ª giornata          | 2ª giornata          | 2ª giornata          |
| 26 e 27 gennaio 2002 | 26 e 27 gennaio 2002 | 26 e 27 gennaio 2002 | 26 e 27 gennaio 2002 | 26 e 27 gennaio 2002 |
| -------------------- | -------------------- | -------------------- | -------------------- | -------------------- |
| 26 gen.              | Corinthians          | -                    | Americano            | 3-0                  |
| 26 gen.              | Flamengo             | -                    | Guarani              | 1-1                  |
| 26 gen.              | Ponte Preta          | -                    | Santos               | 3-1                  |
| 27 gen.              | América-RJ           | -                    | Fluminense           | 0-8                  |
| 27 gen.              | Bangu                | -                    | Portuguesa           | 3-0                  |
| 27 gen.              | Botafogo             | -                    | Palmeiras            | 2-1                  |
| 27 gen.              | San Paolo            | -                    | Vasco da Gama        | 2-3                  |
| 27 gen.              | São Caetano          | -                    | Etti Jundiaí         | 4-2                  |

| 3ª giornata     | 3ª giornata     | 3ª giornata     | 3ª giornata     | 3ª giornata     |
| 30 gennaio 2002 | 30 gennaio 2002 | 30 gennaio 2002 | 30 gennaio 2002 | 30 gennaio 2002 |
| --------------- | --------------- | --------------- | --------------- | --------------- |
| 30 gen.         | América-RJ      | -               | Vasco da Gama   | 0-2             |
| 30 gen.         | Americano       | -               | Ponte Preta     | 2-3             |
| 30 gen.         | Etti Jundiaí    | -               | Bangu           | 4-2             |
| 30 gen.         | Fluminense      | -               | Botafogo        | 1-1             |
| 30 gen.         | Guarani         | -               | San Paolo       | 2-3             |
| 30 gen.         | Palmeiras       | -               | São Caetano     | 2-0             |
| 30 gen.         | Portuguesa      | -               | Flamengo        | 5-4             |
| 30 gen.         | Santos          | -               | Corinthians     | 1-0             |

| 4ª giornata         | 4ª giornata         | 4ª giornata         | 4ª giornata         | 4ª giornata         |
| 2 e 3 febbraio 2002 | 2 e 3 febbraio 2002 | 2 e 3 febbraio 2002 | 2 e 3 febbraio 2002 | 2 e 3 febbraio 2002 |
| ------------------- | ------------------- | ------------------- | ------------------- | ------------------- |
| 2 feb.              | Portuguesa          | -                   | Santos              | 1-1                 |
| 3 feb.              | Bangu               | -                   | Americano           | 1-1                 |
| 3 feb.              | Corinthians         | -                   | Etti Jundiaí        | 2-2                 |
| 3 feb.              | Flamengo            | -                   | Botafogo            | 2-4                 |
| 3 feb.              | Ponte Preta         | -                   | América-RJ          | 3-0                 |
| 3 feb.              | San Paolo           | -                   | Fluminense          | 4-3                 |
| 3 feb.              | São Caetano         | -                   | Guarani             | 1-1                 |
| 3 feb.              | Vasco da Gama       | -                   | Palmeiras           | 2-2                 |

| 5ª giornata     | 5ª giornata     | 5ª giornata     | 5ª giornata     | 5ª giornata     |
| 9 febbraio 2002 | 9 febbraio 2002 | 9 febbraio 2002 | 9 febbraio 2002 | 9 febbraio 2002 |
| --------------- | --------------- | --------------- | --------------- | --------------- |
| 9 feb.          | América-RJ      | -               | Corinthians     | 0-2             |
| 9 feb.          | Americano       | -               | Flamengo        | 3-3             |
| 9 feb.          | Botafogo        | -               | San Paolo       | 2-2             |
| 9 feb.          | Etti Jundiaí    | -               | Vasco da Gama   | 2-2             |
| 9 feb.          | Fluminense      | -               | Ponte Preta     | 2-1             |
| 9 feb.          | Guarani         | -               | Portuguesa      | 1-0             |
| 9 feb.          | Palmeiras       | -               | Santos          | 2-1             |
| 9 feb.          | São Caetano     | -               | Bangu           | 2-1             |

| 6ª giornata           | 6ª giornata           | 6ª giornata           | 6ª giornata           | 6ª giornata           |
| 16 e 17 febbraio 2002 | 16 e 17 febbraio 2002 | 16 e 17 febbraio 2002 | 16 e 17 febbraio 2002 | 16 e 17 febbraio 2002 |
| --------------------- | --------------------- | --------------------- | --------------------- | --------------------- |
| 16 feb.               | Bangu                 | -                     | Palmeiras             | 1-3                   |
| 16 feb.               | Etti Jundiaí          | -                     | Fluminense            | 3-0                   |
| 17 feb.               | América-RJ            | -                     | Guarani               | 2-4                   |
| 17 feb.               | Flamengo              | -                     | San Paolo             | 2-4                   |
| 17 feb.               | Ponte Preta           | -                     | Botafogo              | 2-0                   |
| 17 feb.               | Portuguesa            | -                     | Corinthians           | 1-4                   |
| 17 feb.               | Santos                | -                     | São Caetano           | 2-1                   |
| 17 feb.               | Vasco da Gama         | -                     | Americano             | 3-0                   |

| 7ª giornata           | 7ª giornata           | 7ª giornata           | 7ª giornata           | 7ª giornata           |
| 23 e 24 febbraio 2002 | 23 e 24 febbraio 2002 | 23 e 24 febbraio 2002 | 23 e 24 febbraio 2002 | 23 e 24 febbraio 2002 |
| --------------------- | --------------------- | --------------------- | --------------------- | --------------------- |
| 23 feb.               | Corinthians           | -                     | Bangu                 | 3-1                   |
| 23 feb.               | Fluminense            | -                     | Portuguesa            | 3-4                   |
| 24 feb.               | Botafogo              | -                     | Etti Jundiaí          | 5-1                   |
| 24 feb.               | Guarani               | -                     | Americano             | 2-0                   |
| 24 feb.               | Palmeiras             | -                     | América-RJ            | 4-3                   |
| 24 feb.               | San Paolo             | -                     | Ponte Preta           | 4-1                   |
| 24 feb.               | Santos                | -                     | Flamengo              | 2-0                   |
| 24 feb.               | São Caetano           | -                     | Vasco da Gama         | 3-0                   |

| 8ª giornata      | 8ª giornata      | 8ª giornata      | 8ª giornata      | 8ª giornata      |
| 2 e 3 marzo 2002 | 2 e 3 marzo 2002 | 2 e 3 marzo 2002 | 2 e 3 marzo 2002 | 2 e 3 marzo 2002 |
| ---------------- | ---------------- | ---------------- | ---------------- | ---------------- |
| 2 mar.           | Americano        | -                | Santos           | 3-2              |
| 2 mar.           | Ponte Preta      | -                | São Caetano      | 2-3              |
| 2 mar.           | Vasco da Gama    | -                | Portuguesa       | 4-1              |
| 3 mar.           | Bangu            | -                | Botafogo         | 1-1              |
| 3 mar.           | Etti Jundiaí     | -                | Guarani          | 1-0              |
| 3 mar.           | Flamengo         | -                | Corinthians      | 4-3              |
| 3 mar.           | Palmeiras        | -                | Fluminense       | 3-21             |
| 3 mar.           | San Paolo        | -                | América-RJ       | 4-1              |

| 9ª giornata  | 9ª giornata   | 9ª giornata  | 9ª giornata  | 9ª giornata  |
| 9 marzo 2002 | 9 marzo 2002  | 9 marzo 2002 | 9 marzo 2002 | 9 marzo 2002 |
| ------------ | ------------- | ------------ | ------------ | ------------ |
| 9 mar.       | América-RJ    | -            | São Caetano  | 0-3          |
| 9 mar.       | Americano     | -            | Palmeiras    | 0-2          |
| 9 mar.       | Fluminense    | -            | Bangu        | 2-1          |
| 9 mar.       | Guarani       | -            | Corinthians  | 1-1          |
| 9 mar.       | Ponte Preta   | -            | Etti Jundiaí | 1-1          |
| 9 mar.       | Portuguesa    | -            | San Paolo    | 0-4          |
| 9 mar.       | Santos        | -            | Botafogo     | 3-3          |
| 9 mar.       | Vasco da Gama | -            | Flamengo     | 3-1          |

| 10ª giornata       | 10ª giornata       | 10ª giornata       | 10ª giornata       | 10ª giornata       |
| 16 e 17 marzo 2002 | 16 e 17 marzo 2002 | 16 e 17 marzo 2002 | 16 e 17 marzo 2002 | 16 e 17 marzo 2002 |
| ------------------ | ------------------ | ------------------ | ------------------ | ------------------ |
| 16 mar.            | Corinthians        | -                  | Ponte Preta        | 3-1                |
| 16 mar.            | Fluminense         | -                  | Santos             | 1-1                |
| 17 mar.            | Botafogo           | -                  | São Caetano        | 2-1                |
| 17 mar.            | Etti Jundiaí       | -                  | Americano          | 3-2                |
| 17 mar.            | Flamengo           | -                  | América-RJ         | 3-0                |
| 17 mar.            | Guarani            | -                  | Vasco da Gama      | 1-1                |
| 17 mar.            | Palmeiras          | -                  | Portuguesa         | 3-3                |
| 17 mar.            | San Paolo          | -                  | Bangu              | 7-0                |

| 11ª giornata       | 11ª giornata       | 11ª giornata       | 11ª giornata       | 11ª giornata       |
| 20 e 21 marzo 2002 | 20 e 21 marzo 2002 | 20 e 21 marzo 2002 | 20 e 21 marzo 2002 | 20 e 21 marzo 2002 |
| ------------------ | ------------------ | ------------------ | ------------------ | ------------------ |
| 20 mar.            | Americano          | -                  | América-RJ         | 2-1                |
| 20 mar.            | Bangu              | -                  | Flamengo           | 2-5                |
| 20 mar.            | Guarani            | -                  | Fluminense         | 0-2                |
| 20 mar.            | Portuguesa         | -                  | Ponte Preta        | 3-2                |
| 20 mar.            | San Paolo          | -                  | Palmeiras          | 2-4                |
| 20 mar.            | Santos             | -                  | Etti Jundiaí       | 1-2                |
| 20 mar.            | São Caetano        | -                  | Corinthians        | 0-1                |
| 21 mar.            | Botafogo           | -                  | Vasco da Gama      | 2-2                |

| 12ª giornata       | 12ª giornata       | 12ª giornata       | 12ª giornata       | 12ª giornata       |
| 23 e 24 marzo 2002 | 23 e 24 marzo 2002 | 23 e 24 marzo 2002 | 23 e 24 marzo 2002 | 23 e 24 marzo 2002 |
| ------------------ | ------------------ | ------------------ | ------------------ | ------------------ |
| 23 mar.            | Etti Jundiaí       | -                  | Palmeiras          | 1-1                |
| 23 mar.            | Ponte Preta        | -                  | Flamengo           | 3-3                |
| 24 mar.            | América-RJ         | -                  | Bangu              | 2-2                |
| 24 mar.            | Americano          | -                  | Portuguesa         | 2-1                |
| 24 mar.            | Corinthians        | -                  | Botafogo           | 3-1                |
| 24 mar.            | Santos             | -                  | Guarani            | 2-0                |
| 24 mar.            | São Caetano        | -                  | San Paolo          | 1-0                |
| 24 mar.            | Vasco da Gama      | -                  | Fluminense         | 1-3                |

| 13ª giornata       | 13ª giornata       | 13ª giornata       | 13ª giornata       | 13ª giornata       |
| 30 e 31 marzo 2002 | 30 e 31 marzo 2002 | 30 e 31 marzo 2002 | 30 e 31 marzo 2002 | 30 e 31 marzo 2002 |
| ------------------ | ------------------ | ------------------ | ------------------ | ------------------ |
| 30 mar.            | Bangu              | -                  | Ponte Preta        | 1-1                |
| 30 mar.            | Fluminense         | -                  | Americano          | 2-0                |
| 30 mar.            | Palmeiras          | -                  | Guarani            | 3-2                |
| 30 mar.            | Vasco da Gama      | -                  | Santos             | 1-1                |
| 31 mar.            | Botafogo           | -                  | América-RJ         | 0-1                |
| 31 mar.            | Corinthians        | -                  | San Paolo          | 3-1                |
| 31 mar.            | Flamengo           | -                  | São Caetano        | 1-2                |
| 31 mar.            | Portuguesa         | -                  | Etti Jundiaí       | 1-0                |

| 14ª giornata      | 14ª giornata      | 14ª giornata      | 14ª giornata      | 14ª giornata      |
| 6 e 7 aprile 2002 | 6 e 7 aprile 2002 | 6 e 7 aprile 2002 | 6 e 7 aprile 2002 | 6 e 7 aprile 2002 |
| ----------------- | ----------------- | ----------------- | ----------------- | ----------------- |
| 6 apr.            | Guarani           | -                 | Ponte Preta       | 1-1               |
| 7 apr.            | Americano         | -                 | São Caetano       | 1-0               |
| 7 apr.            | Etti Jundiaí      | -                 | América-RJ        | 6-1               |
| 7 apr.            | Fluminense        | -                 | Flamengo          | 2-1               |
| 7 apr.            | Palmeiras         | -                 | Corinthians       | 0-0               |
| 7 apr.            | Portuguesa        | -                 | Botafogo          | 1-3               |
| 7 apr.            | Santos            | -                 | San Paolo         | 3-2               |
| 7 apr.            | Vasco da Gama     | -                 | Bangu             | 5-1               |

| 15ª giornata   | 15ª giornata   | 15ª giornata   | 15ª giornata   | 15ª giornata   |
| 14 aprile 2002 | 14 aprile 2002 | 14 aprile 2002 | 14 aprile 2002 | 14 aprile 2002 |
| -------------- | -------------- | -------------- | -------------- | -------------- |
| 14 apr.        | América-RJ     | -              | Portuguesa     | 4-3            |
| 14 apr.        | Bangu          | -              | Santos         | 1-1            |
| 14 apr.        | Botafogo       | -              | Guarani        | 1-2            |
| 14 apr.        | Corinthians    | -              | Vasco da Gama  | 1-0            |
| 14 apr.        | Flamengo       | -              | Etti Jundiaí   | 2-1            |
| 14 apr.        | Ponte Preta    | -              | Palmeiras      | 2-1            |
| 14 apr.        | San Paolo      | -              | Americano      | 5-3            |
| 14 apr.        | São Caetano    | -              | Fluminense     | 2-1            |

### Classifica
| Pos. | Squadra       | Pt | G  | V | N | P  | GF | GS | DR  |
| ---- | ------------- | -- | -- | - | - | -- | -- | -- | --- |
| 1.   | Corinthians   | 31 | 15 | 9 | 4 | 2  | 30 | 14 | +16 |
| 2.   | Palmeiras     | 31 | 15 | 9 | 4 | 2  | 34 | 23 | +11 |
| 3.   | San Paolo     | 26 | 15 | 8 | 2 | 5  | 47 | 31 | +16 |
| 4.   | São Caetano   | 25 | 15 | 8 | 1 | 6  | 23 | 18 | +5  |
| 5.   | Fluminense    | 24 | 15 | 7 | 3 | 5  | 33 | 23 | +10 |
| 6.   | Vasco da Gama | 24 | 15 | 6 | 6 | 3  | 32 | 23 | +9  |
| 7.   | Botafogo      | 23 | 15 | 6 | 5 | 4  | 32 | 25 | +7  |
| 8.   | Etti Jundiaí  | 23 | 15 | 6 | 5 | 4  | 32 | 27 | +5  |
| 9.   | Santos        | 23 | 15 | 6 | 5 | 4  | 25 | 20 | +5  |
| 10.  | Portuguesa    | 20 | 15 | 6 | 2 | 7  | 27 | 37 | -10 |
| 11.  | Ponte Preta   | 20 | 15 | 5 | 5 | 5  | 29 | 28 | +1  |
| 12.  | Guarani       | 20 | 15 | 5 | 5 | 5  | 19 | 19 | 0   |
| 13.  | Flamengo      | 15 | 15 | 4 | 3 | 8  | 34 | 38 | -4  |
| 14.  | Americano     | 11 | 15 | 3 | 2 | 10 | 20 | 37 | -17 |
| 15.  | Bangu         | 8  | 15 | 1 | 5 | 9  | 18 | 38 | -20 |
| 16.  | America-RJ    | 7  | 15 | 2 | 1 | 12 | 15 | 49 | -34 |

### Verdetti
- Corinthians, Palmeiras, San Paolo e São Caetano ammessi alla fase finale.
- Corinthians, Palmeiras, San Paolo, São Caetano, Fluminense e Vasco da Gama qualificati per la Copa dos Campeões 2002.

## Fase finale
|  | Semifinali | Semifinali  | Semifinali | Semifinali | Semifinali |  |  | Finale      | Finale      | Finale | Finale | Finale |  |
|  |            |             |            |            |            |  |  |             |             |        |        |        |  |
|  | 3          | San Paolo   | 1          | 2          | 3          |  |  |             |             |        |        |        |  |
|  | 2          | Palmeiras   | 1          | 2          | 3          |  |  | San Paolo   | San Paolo   | 2      | 1      | 3      |  |
|  | 4          | São Caetano | 1          | 1          | 2          |  |  | Corinthians | Corinthians | 3      | 1      | 4      |  |
|  | 1          | Corinthians | 1          | 3          | 4          |  |  |             |             |        |        |        |  |

1. ↑  San Paolo qualificato per il minor numero di ammonizioni ricevute in semifinale (4 contro 7 del Palmeiras).[2]

### Semifinali

#### Andata
| San Paolo 20 aprile 2002                                      | São Caetano | 1 – 1          | Corinthians | Pacaembu |
| \| \| \| \| \| Anaílson 42’ \| Marcatori \| 43’ Ricardinho \| |             |                |             |          |
|                                                               |             |                |             |          |
| Anaílson 42’                                                  | Marcatori   | 43’ Ricardinho |             |          |

| San Paolo 21 aprile 2002                                | San Paolo | 1 – 1     | Palmeiras | Morumbi |
| \| \| \| \| \| Adriano 75’ \| Marcatori \| 54’ Muñoz \| |           |           |           |         |
|                                                         |           |           |           |         |
| Adriano 75’                                             | Marcatori | 54’ Muñoz |           |         |

#### Ritorno
| San Paolo 27 aprile 2002                                                                    | Palmeiras | 2 – 2                            | San Paolo | Morumbi |
| \| \| \| \| \| Christian 24’ Magrão 26’ \| Marcatori \| 4’ Rogério Ceni 81’ Gustavo Nery \| |           |                                  |           |         |
|                                                                                             |           |                                  |           |         |
| Christian 24’ Magrão 26’                                                                    | Marcatori | 4’ Rogério Ceni 81’ Gustavo Nery |           |         |

| San Paolo 28 aprile 2002                                                   | Corinthians | 3 – 1       | São Caetano | Morumbi |
| \| \| \| \| \| Leandro 52’, 62’ Rogério 80’ \| Marcatori \| 27’ Brandão \| |             |             |             |         |
|                                                                            |             |             |             |         |
| Leandro 52’, 62’ Rogério 80’                                               | Marcatori   | 27’ Brandão |             |         |

### Finale

#### Andata
| Arbitro: | Carvalho |

| |            | |
| Adriano 16’ (rig.) Belletti 69’ | Marcatori  | 47’ Deivid 53’ Leandro 64’ Gil |
| · Rogério Ceni P · Belletti D · Émerson D · Jean D · Gustavo Nery D · Fábio Simplício C · Claudio Maldonado C · Adriano C · Souza C · Lúcio Flávio C · Dill A · Júlio Baptista A · Reinaldo A | Formazioni | · P Dida · D Rogério · D Fábio Luciano · D Anderson · D Kléber · C Fabrício · C Fabinho · C Vampeta · C Ricardinho · A Deivid · A Leandro · C Renato · A Gil |
| Nelsinho Baptista | Allenatori | Carlos Alberto Parreira |

#### Ritorno
| Arbitro: | Oliveira |

| |            | |
| Rogério 77’ | Marcatori  | 2’ Reinaldo |
| · Dida P · Rogério D · Fábio Luciano D · Anderson D · Kléber D · Fabrício C · Vampeta C · Ricardinho C · Deivid C · Leandro A · Renato C · Gil A · Fabinho C | Formazioni | · P Rogério Ceni · D Belletti · D Reginaldo · D Jean · D Gustavo Nery · C Fábio Simplício · A Júlio Baptista · C Claudio Maldonado · C Adriano · C Souza · C Lúcio Flávio · A Kaká · A Reinaldo |
| Carlos Alberto Parreira | Allenatori | Nelsinho Baptista |

## Classifica marcatori
| Gol |  |  | Giocatore        | Squadra       |
| --- |  |  | ---------------- | ------------- |
| 19  |  |  | França           | San Paolo     |
| 17  |  |  | Dodô             | Botafogo      |
| 13  |  |  | Romário          | Vasco da Gama |
| 13  |  |  | Washington       | Ponte Preta   |
| 12  |  |  | Ricardo Oliveira | Portuguesa    |
| 10  |  |  | Juninho Paulista | Flamengo      |
| 10  |  |  | Magno Alves      | Fluminense    |
| 10  |  |  | Roger            | Fluminense    |
| 9   |  |  | Christian        | Palmeiras     |
| 9   |  |  | Robert           | Santos        |
| 8   |  |  | Brandão          | São Caetano   |
| 8   |  |  | Jean Carlos      | Etti Jundiaí  |
| 8   |  |  | Leandro          | Corinthians   |